# Odontopera mediochrea
Odontopera mediochrea là một loài bướm đêm trong họ Geometridae.